# Méthode expérimentale
Pour les articles homonymes, voir Expérience (homonymie).

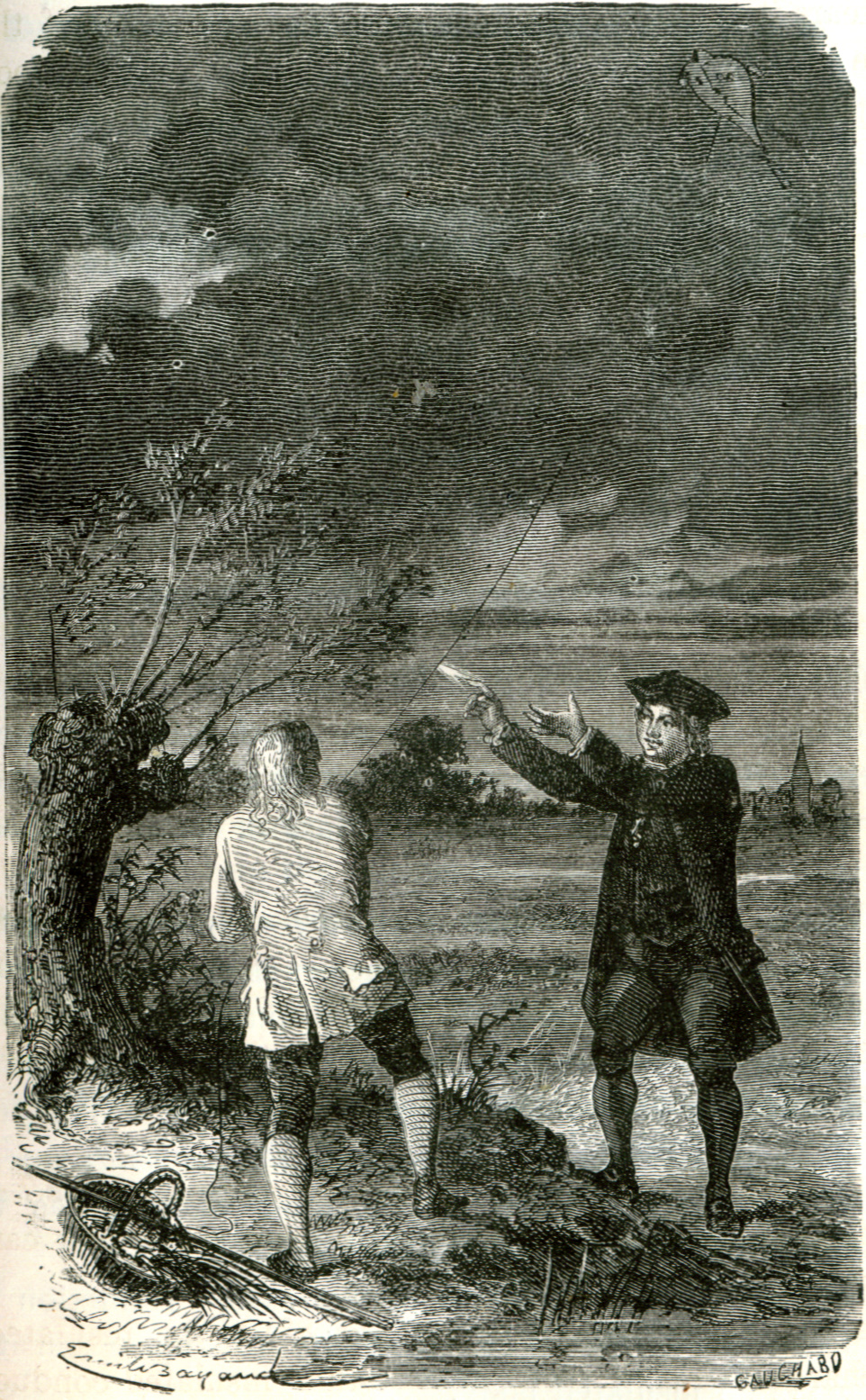
Expérience du cerf-volant de Benjamin Franklin.

Les méthodes expérimentales scientifiques consistent à tester la validité d'une hypothèse, en reproduisant un phénomène (souvent en laboratoire) et en faisant varier un paramètre. Le paramètre que l'on fait varier est impliqué dans l'hypothèse. Le résultat de l'expérience valide ou non l'hypothèse. La démarche expérimentale est appliquée dans les recherches dans des sciences telles que, par exemple, la biologie, la physique, la chimie, l'informatique, la psychologie, ou encore l'archéologie.
Définies par le chimiste Michel-Eugène Chevreul en 1856, elles ont été développées par Claude Bernard en médecine et en biologie. Outil privilégié des sciences de la nature, les méthodes expérimentales sont également utilisées en sciences humaines et sociales.

## Historique et épistémologie

### Définition

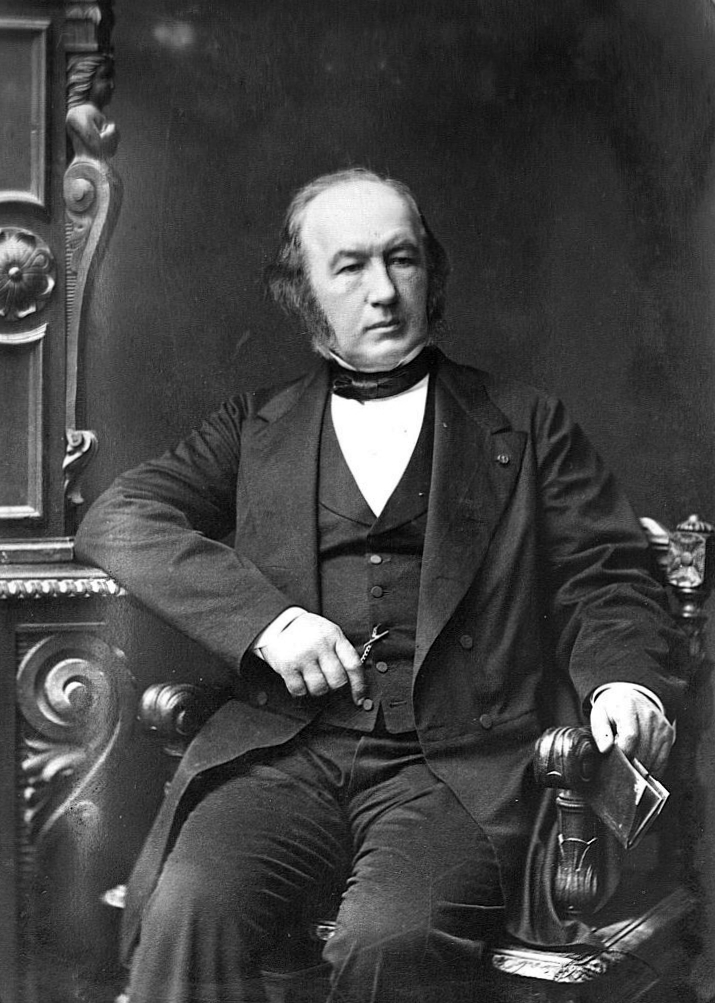
Claude Bernard

La méthode expérimentale est ainsi définie par le chimiste Michel-Eugène Chevreul en 1856 : « Un phénomène frappe vos sens ; vous l’observez avec l’intention d’en découvrir la cause, et pour cela, vous en supposez une dont vous cherchez la vérification en instituant une expérience. Le raisonnement suggéré par l'observation des phénomènes institue donc des expériences (…), et ce raisonnement constitue la méthode que j’appelle expérimentale, parce qu’en définitive l’expérience est le contrôle, le critérium de l’exactitude du raisonnement dans la recherche des causes ou de la vérité ».
Cette méthode a été centrale dans la révolution scientifique accomplie depuis le XVIIe siècle, en donnant naissance aux sciences expérimentales. Parmi les précurseurs de la méthode expérimentale, il convient de citer le physicien et chimiste irlandais Robert Boyle, qui est aussi le père de la philosophie naturelle, ainsi que le médecin Claude Bernard.
Georges Canguilhem et Jean Gayon relèvent la dette de Claude Bernard envers les thèses méthodologiques de Chevreul, liée au « dialogue ininterrompu entre les deux maîtres du Muséum », dette que le physiologiste reconnaît d'ailleurs dès l'introduction de son ouvrage majeur : « de nos jours, M. Chevreul développe dans tous ses ouvrages des considérations très importantes sur la philosophie des sciences expérimentales. (…) Notre unique but est et a toujours été de contribuer à faire pénétrer les principes bien connus de la méthode expérimentale dans les sciences médicales ».
Claude Bernard distingue nettement les approches empiriques et expérimentales : « L'empirisme est un donjon étroit et abject d'où l'esprit emprisonné ne peut s'échapper que sur les ailes d'une hypothèse ». Il insiste en effet sur l'importance de l'hypothèse, et Canguilhem qualifie l'Introduction à l’étude de la médecine expérimentale de « long plaidoyer pour le recours à l’idée dans la recherche, étant entendu qu’une idée scientifique est une idée directrice et non une idée fixe ». Les étapes de la méthode expérimentale ont été résumées par le sigle OHERIC, schéma très simplificateur, et des modèles plus proches d'une méthode expérimentale authentique ont été proposés.

### La thèse Duhem-Quine
Le schéma de la vérification d’une hypothèse à l’aide de l’expérience est demeuré en vigueur dans les sciences expérimentales de Francis Bacon jusqu’au XXe siècle, date à laquelle certains l'ont remis en cause (Pierre Duhem en 1906). En effet, selon l'article de Quine « Deux dogmes de l'empirisme », il n'existe aucune « expérience cruciale » qui puisse permettre de confirmer, ou non, un énoncé scientifique. Quine soutient en effet une position holiste, qui ne dénie pas tout rôle à l'expérience, mais considère que celle-ci ne se rapporte pas à un énoncé scientifique, ou hypothèse, en particulier, mais à l'ensemble de la théorie scientifique. Aussi, à chaque fois qu'une expérience semble apporter un démenti à l'une de nos hypothèses, nous avons en fait toujours le choix entre abandonner cette hypothèse, ou la conserver, et modifier, à la place, un autre de nos énoncés scientifiques. L'expérience ne permet pas, ainsi, d'infirmer ou de confirmer une hypothèse déterminée, mais impose un réajustement de la théorie, dans son ensemble. Nous avons toujours le choix de procéder au réajustement que nous préférons : « On peut toujours préserver la vérité de n'importe quel énoncé, quelles que soient les circonstances. Il suffit d'effectuer des réajustements énergiques dans d'autres régions du système. On peut même en cas d'expérience récalcitrante préserver la vérité d'un énoncé situé près de la périphérie, en alléguant une hallucination, ou en modifiant certains des énoncés qu'on appelle lois logiques. Réciproquement (…), aucun énoncé n'est à tout jamais à l'abri de la révision. On a été jusqu'à proposer de réviser la loi logique du tiers exclu, pour simplifier la mécanique quantique ».

### L'expérience qualitative préalable
Wolfgang Köhler constate que « les physiciens ont mis des siècles à remplacer graduellement des observations directes et surtout qualitatives par d'autres, indirectes, mais très précises ». Il cite quelques exemples où tel savant fait une observation singulière mais uniquement d'ordre qualitatif avant que ce fait - une fois découvert - serve de fondement à une méthode d'évaluation quantitative du phénomène ; ces méthodes se concrétisent souvent en instruments de mesure toujours plus perfectionnés.
Il généralise ce constat historique en posant que toute nouvelle science se développe naturellement par le passage progressif des « expériences directes et qualitatives » aux « expériences indirectes et quantitatives », celles-ci étant une caractéristique majeure des sciences exactes. Il insiste sur la nécessaire accumulation préalable des expériences essentiellement qualitatives ; conditions indispensables des investigations quantitatives ultérieures.
C'est le défi qu'il propose à la psychologie qu'il considère comme une « jeune science ». Il invite ainsi à résister à l'imitation de la physique, à ne pas plaquer les méthodes d'une science mûre sur les tâtonnements de celle qui se cherche et donc à favoriser avant tout la croissance des expérimentations qualitatives préalables indispensables aux futures expériences quantitatives rigoureuses.
Reconnaissant la complexité de l'objet de la psychologie comparée aux simplifications que la physique autorise, il assure après avoir évoqué la question des tests qu'« on ne saurait assez souligner l'importance de l'information qualitative comme complément nécessaire du travail quantitatif ». L'exemple type est celui de Galilée, qui découvre le mouvement des planètes par l'observation avec une lunette astronomique.

## Principes

### Contrôle des paramètres et test d'hypothèses
La méthode expérimentale repose sur un principe : il s'agit de modifier un ensemble de paramètres à l'aide d'un dispositif expérimental conçu pour permettre le contrôle de ces paramètres, dans le but de mesurer leurs effets et si possible de les modéliser. Dans le cas le plus simple on cherche à modifier un seul paramètre à la fois, « toutes choses égales par ailleurs ». Cependant il n'est pas toujours possible ni souhaitable de modifier un seul paramètre à la fois. Ainsi en chimie lorsqu'on opère sur les constituants d'une seule phase (liquide, solide, gazeuse ou sous forme de plasma) la somme des concentrations des constituants reste égale à un ; modifier la valeur de l'une d'entre elles modifie inévitablement la concentration d'un autre constituant au moins. D'autres fois le résultat d'une expérimentation portant sur un seul facteur peut induire une conclusion erronée. Ainsi le résultat recherché peut être nul pour certaines conditions fixées et se révéler important lorsque les conditions fixées sont différentes. Ce cas traduit l'existence de « synergie » ou « d'interaction » entre des facteurs (Voir la comparaison de plans en étoile et de plans factoriels, Linder p. 38). Cet enjeu est parfois crucial (cas des synergies entre des médicaments, entre des polluants, etc.). Le plus souvent on cherche à tester une hypothèse portant sur une liaison cause-conséquence. Dans l'analyse des résultats (la qualité de cette liaison) les statistiques jouent un rôle très important aussi bien pour porter un jugement (sur la précision du modèle prévisionnel obtenu) que pour concevoir une expérimentation optimale par rapport au risque statistique (Linder, p. 126). Considérons l'exemple suivant à un seul paramètre dont l'objectif est de tester l'hypothèse suivant laquelle « la lumière permet la croissance d'une plante ». Dans l'exemple proposé, différentes plantes seront soumises à des éclairages différents, toutes choses égales par ailleurs, notamment la température doit rester fixe et donc indépendante de l'éclairage, afin de mesurer l'impact de ce paramètre sur leur croissance.
L'expérience consiste à reproduire le phénomène « croissance d'une plante » de deux manières :
- d'une part sans le paramètre à tester (sans lumière) ; c'est le témoin négatif.
- d'autre part, un témoin positif, avec le paramètre à tester (avec lumière). Ce dernier dispositif permet de vérifier que tous les autres éléments non testés sont opérationnels (la plante fonctionne bien).

Avant même la mise en œuvre, les résultats de l'expérience doivent être prévus :
- si la croissance ne se produit pas dans les deux dispositifs, je ne peux rien déduire si ce n'est que ma manipulation n'est pas adaptée à ma recherche ;
- si la croissance ne se produit pas sans lumière, mais avec la lumière alors l'hypothèse est validée : « la lumière fait pousser les plantes » ;
- si la croissance ne se produit pas avec lumière, mais sans la lumière, alors l’hypothèse est réfutée ;
- si le phénomène se produit dans les deux dispositifs, alors l'hypothèse n'est pas validée, mais elle n'est pas rejetée pour autant.

En dehors du paramètre à tester qu'il faut faire varier, les autres paramètres susceptibles d'intervenir doivent être fixés de façon rigoureuse sinon « le mieux possible ». À défaut, ces paramètres risquent d'être à l'origine des différences de résultats entre l'expérience témoin et les autres. Par exemple, s'il fait « trop froid » dans le premier dispositif sans lumière ou si l'atmosphère ne contient « pas assez » de gaz carbonique, alors l'absence de croissance peut être due à ces facteurs. On voit aussi la nécessité d'un savoir scientifique le plus large possible pour permettre la bonne conception d'une expérimentation.
La conduite d'une expérience mène ainsi le schéma d'interprétation épistémologique classique à deux types de bénéfice :
- d'abord la possibilité de vérifier ou, mieux, de corroborer l'hypothèse ou de la réfuter ;
- mais aussi dans tous les cas, un enseignement sur les causes de l'éventuel échec, enseignement qui sera réinvesti dans la définition d'une expérience plus adéquate. Le bénéfice est alors méthodologique.

### Expérience scientifique à l'aide de modèle

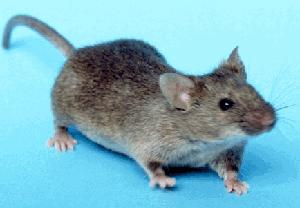
L'espèce Mus musculus, un exemple d'organisme modèle

Lorsque certains phénomènes naturels sont trop complexes, trop vastes, trop dangereux, trop chers ou trop long à reproduire dans une expérience, on a recours à un dispositif simplifié : le modèle.
Il peut s'agir :
- d'un modèle réduit (maquette). On parle de modélisation analogique, à laquelle les géologues étudiant la tectonique ont recours ;
- d'un modèle numérique (programme de simulation par ordinateur) ;
- d'un modèle vivant, comme la souris, mais dont la transposabilité à l'espèce humaine n'est que de 43 %[11].

Dans ce cas, la validité du modèle peut être discutée. Un modèle doit représenter le mieux possible l'objet sur lequel repose une hypothèse. Par exemple, pour démontrer l'origine humaine du réchauffement climatique, on utilise des modèles numériques du climat. Les détracteurs de cette hypothèse remettent en cause ces modèles qui ne prendraient pas assez en compte l'influence des nuages.

### Protocole expérimental
Le protocole d'expérimentation regroupe la description des conditions et du déroulement d'une expérience ou d'un test. La description doit être suffisamment claire afin que l'expérience puisse être reproduite à l'identique et il doit faire l'objet d'une analyse critique pour notamment détecter d'éventuels biais.

### Structure théorique d'une expérience
D'un point de vue très général, l'expérience isolée comporte sommairement trois phases :
- la préparation ;
- l'expérimentation ;
- l'évaluation.

Les deux dernières sont l'aboutissement simple de ce qui les a précédé.
Une expérience globale composée d'expériences partiellement individualisables comporte les trois mêmes pôles. Cependant, si dans l'expérience isolée les trois phases constituent autant d'étapes réglées chronologiquement, dans l'expérience globale, il s'agit de trois registres qui interagissent en permanence. Ainsi :
- l'évaluation est plus ou moins associée aux paramètres pris en compte dans la préparation, par exemple, les résultats questionnent la méthode d'échantillonnage ;
- l'expérimentation peut être répétée, en fonction des deux autres phases ;

La préparation se réalise autour d'une double intention : la réussite de l'expérience, c'est-à-dire la conduite jusqu'à son terme ; la pertinence ou succès de l'expérience, c'est-à-dire l'accès à un résultat positif, à l'égard de l'objectif initial. Chacune des intentions motivant et organisant l'expérience trouve ses limites dans au moins une forme d'incertitude : l'incertitude de base portant sur la réalisation de l'expérience est rejointe par autant d'incertitudes qu'il y a de choix possibles pour les conditions initiales.
La préparation est donc basée sur des perspectives et opérations d'anticipation ; supputations de l'expérience qui peuvent réduire l'incertitude sur tel ou tel paramètre. La préparation aboutit ainsi à la réunion de facteurs d'efficacité. Dans l'expérience globale, chaque phase ne résultant pas simplement de la précédente, les liens entre les conditions initiales et les résultats sont affectés par une complexité qui apporte une nouvelle charge d'incertitude. L'évaluation se réfère à des critères qui auront été explicités en association avec la détermination des facteurs d'efficacité.

### Expériences en blocs

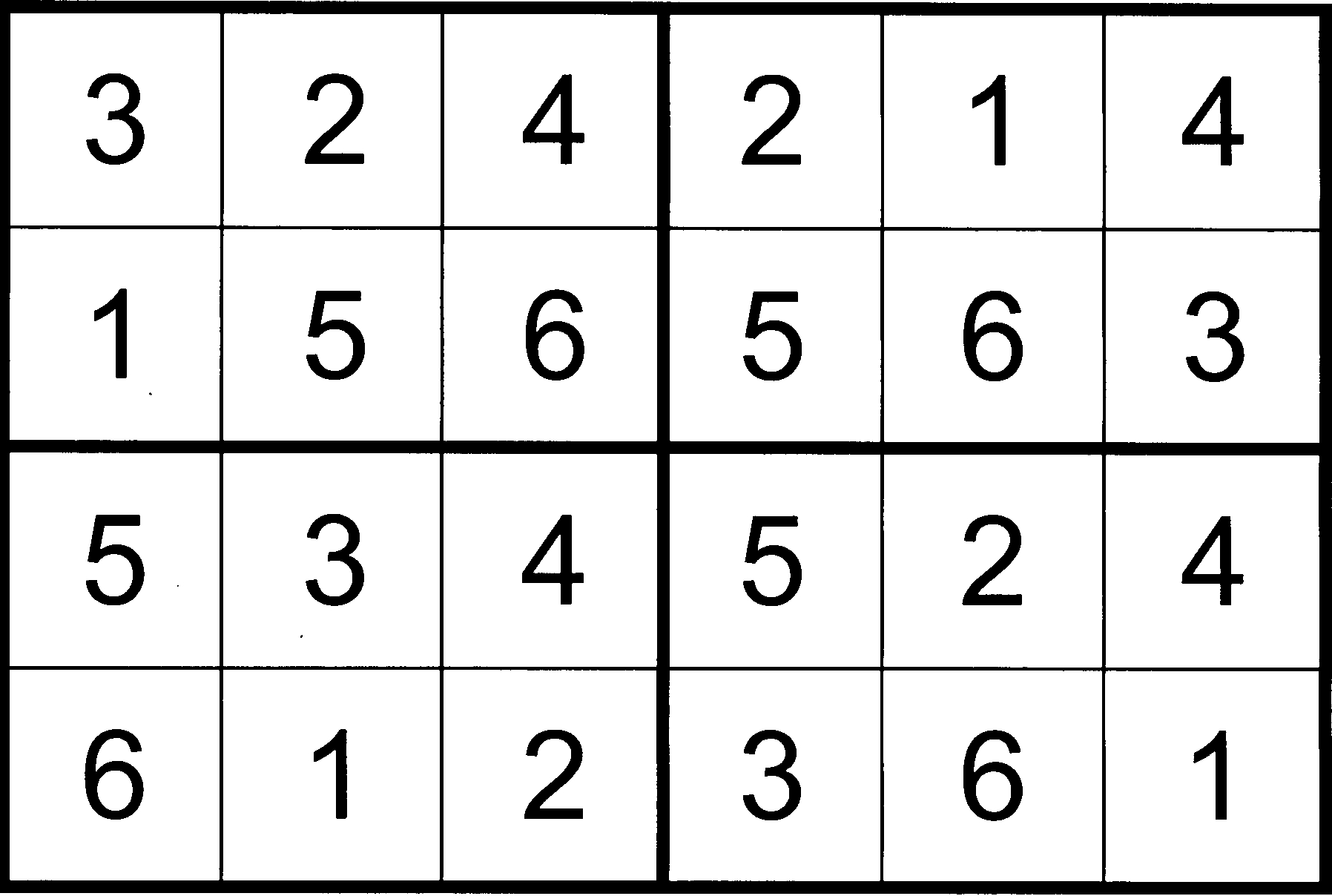
Exemple d'expérience en blocs aléatoires complets relative à la comparaison de six éléments (par exemple six fumures différentes, numérotées de 1 à 6) au sein de quatre blocs.

Dans les expériences en champ au sens large (champ, verger, forêt, etc.), qui sont réalisées en recherche agronomique, on appelle « blocs » des ensembles de parcelles voisines qui servent à comparer différents traitements (différentes fumures par exemple). Les blocs sont dits « complets » quand tous les éléments qui interviennent dans l'expérience (toutes les fumures étudiées par exemple) y sont présents. Ils sont au contraire dits « incomplets » quand seulement certains de ces éléments y sont présents.
La répartition des différents éléments est réalisée au hasard à l'intérieur des différents blocs, et indépendamment d'un bloc à l'autre, raison pour laquelle les blocs sont souvent qualifiés d'« aléatoires » ou « randomisés ». Le cas le plus fréquent est celui des expériences en « blocs aléatoires complets » ou « blocs randomisés complets » (cf. illustration). Le carré latin et le carré gréco-latin sont d'autres dispositifs expérimentaux, beaucoup moins utilisés que les blocs.
L'utilisation de blocs (en anglais : blocking) intervient également, parfois sous d'autres dénominations, dans d'autres domaines que l'expérimentation en champ et la recherche agronomique (recherche industrielle ou technologique, recherche médicale ou pharmaceutique, etc.). En matière médicale par exemple, les blocs peuvent être constitués de groupes de patients qui présentent des caractéristiques semblables.

## Instruments fréquemment utilisés en sciences expérimentales

### Microscopie
Les méthodes de microscopie sont utilisées principalement en sciences de la matière et de la vie : sciences des matériaux, biologie moléculaire, géologie… mais aussi pour les investigations : police scientifique, épidémiologie et diagnostic médical (culture de cellules), études environnementales (hygiène et sécurité du travail, pollution)…
- Microscope optique
- Microscope laser confocal à balayage
- Microscope électronique
- Microscope à force atomique
- Microscope à effet tunnel
- Microscope optique en champ proche
- Microscope de fluorescence par réflexion totale interne

### Analyse structurale
Ces méthodes consistent à déterminer la structure des cristaux et des molécules. Elles sont utilisées en chimie analytique, pour étudier la synthèse des molécules (synthèse organique, industrie pharmaceutique), en sciences des matériaux…
- Résonance magnétique nucléaire
- Absorption des rayons X
- Diffraction des rayons X
- Diffraction des neutrons
- Spectroscopie Auger

### Analyse chimique
De nombreux domaines ont recours à la chimie analytique.
- Microanalyse X
- Spectrométrie de fluorescence X
- spectrométrie de masse
- Surface plasmon résonance
- Spectroscopie de corrélation de fluorescence (FCS)
- Spectrométrie

### Cinétique chimique
- Méthode différentielle de van 't Hoff
- Méthode de Powell
- Méthode des temps réduits de réaction
- Méthode d'Ostwald
- Méthode des vitesses initiales

### Essais mécaniques
Les essais mécaniques ont pour rôle de déterminer la capacité d'un matériau ou d'une structure complexe à se déformer (mise en forme, usinage, rhéologie), à s'user (tribologie), ou à casser. Cela concerne bien sûr les sciences des matériaux, mais aussi la biomécanique.
- Essai de traction, essai de compression, essai de flexion.
- Essai de résilience, Mouton Charpy
- Mesure de dureté
- essais de viscosité (fluides), essais d'écoulement (poudres, suspensions)
- essais de perméabilité (fluide à travers un milieu poreux, membrane)
- essais de fluage (déformations différées dans le temps sous sollicitation constante)
- essais de fissuration (propagation de fissures)
- essais de fatigue (rupture par des sollicitations répétées, sous l'influence de facteurs physico-chimiques)
- essais de crash test (véhicule lancé contre un obstacle)
- essais de résistance aux séismes (bâtiments, ouvrages d'art)

## Sciences humaines
La méthode expérimentale est employée au sein de disciplines considérées comme des sciences humaines,, telles que la sociologie, la psychologie, l'économie ou l'archéologie.
L'expérience de Milgram est un exemple d'expérience de psychologie réalisée entre 1960 et 1963 par le psychologue américain Stanley Milgram. Cette expérience cherchait à évaluer le degré d'obéissance d'un individu devant une autorité qu'il juge légitime et à analyser le processus de soumission à l'autorité, notamment quand elle induit des actions qui posent des problèmes de conscience au sujet.
La méthode expérimentale est l'une des disciplines principales de l'émission Sesame Street, inaugurée en 1969. C'était le professeur Gerard S. Lesser de l'université Harvard, en qualité de directeur de ses conseilleurs, qui a fait introduire cette méthode scientifique. Cette dernière, devenue dite méthode Sesame Street, contribue à obtenir un grand succès de l'émission jusqu'ici, en y assurant une production par excellence pour les enfants d'âge préscolaire.